# أثرونجيس
وفقا ليوسيفوس, أثوجود أو أثرونجيوس (باليونانية: Αθρογγαίος)‏, أثرونجا إرموس) كان زعيم اليهود خلال الانتفاضة ضد هيرودس أرخيلاوس. قاد أثرونج التمرد ضد أرخيلاوس والرومان.
ربما استمرت ثورة أثرونجيس ضد السلطات الرومانية لمدة عامين تقريبًا. لكن يوسيفوس لم يذكر شيئًا عن نهاية أثرونجس نفسه. 